# Billy Mwanza
Billy Mwanza est un footballeur zambien né le 1er janvier 1983. Il joue au poste de défenseur.
Il a participé à la Coupe d'Afrique des nations 2006 et à la Coupe d'Afrique des nations 2008 avec l'équipe de Zambie.

## Carrière
- 2004-05 : Power Dynamos ( Zambie)
- 2005-08 : Lamontville Golden Arrows ( Afrique du Sud)
- 2008-09 : African Wanderers ( Afrique du Sud)
- 2009 : Guangzhou FC ( Chine)
- 2010-2013 : ZESCO United ( Zambie)
- 2013-15 : Nkana FC ( Zambie)